# Hiskel Tewelde
Hiskel Tewelde (né le 15 septembre 1986) est un athlète érythréen spécialiste des courses de fond.
Il s'est spécialisé dans le semi-marathon, où il compte maintenant près d'une vingtaine à son actif. 

## Carrière
Il remporte la médaille de bronze au semi-marathon des Jeux africains de 2015.

## Records
| Épreuve       | Temps          | Lieu      | Date               |
| ------------- | -------------- | --------- | ------------------ |
| 5 000 m       | 13 min 17 s 24 | Carquefou | 3 juin 2016        |
| 10 000 m      | 27 min 30 s 50 | Leyde     | 11 juin 2016       |
| Semi-marathon | 1 h 0 min 4 s  | Lille     | 1er septembre 2018 |
| Marathon      | 2 h 4 min 35 s | Amsterdam | 17 octobre 2021    |